# Leo Katcher
Leo Katcher est un scénariste, un journaliste et un écrivain américain né le 14 octobre 1911 à Bayonne (New Jersey) et mort le 27 février 1991 à Oceanside (Californie).

## Biographie
Leo Katcher commence à travailler à 10 ans, lorsque le journal local de Bayonne lui propose un emploi afin qu'il arrête de lancer une balle sur le mur du journal. Plus tard, il travaille pour le Philadelphia Record (en), le Philadelphia Ledger et le New York Post. Il est surtout connu pour avoir obtenu une interview exclusive de Bruno Hauptmann, condamné pour le kidnapping du fils de Charles Lindbergh, et pour avoir été un des premiers à avoir évoqué l'existence d'irrégularités lors de la campagne de Richard Nixon en 1952 pour la vice-présidence.
Au cours des années 1950, Katcher se tourne vers l'écriture de scénarios et de romans, et prend une part active à la campagne présidentielle de 1960 de Kennedy contre Nixon.

## Œuvres
- 1957 : Hard man, Ed. Macmillan
- 1961 : The Money People, Ed. Doubleday
- 1966 : The Blind Cave, Ed. Viking Adult,  (ISBN 9780670174232)
- 1967 : Earl Warren: A Political Biography, Ed. McGraw-Hill
- 1968 : Post mortem: the Jews in Germany Today, Ed. Delacorte Press
- 1994 : The Big Bankroll: The Life And Times Of Arnold Rothstein, Ed. Da Capo Press (réédition),  (ISBN 9780306805653)

## Filmographie
- 1950 : De minuit à l'aube de Gordon Douglas
- 1951 : M de Joseph Losey
- 1954 : La Ruée sanglante de Phil Karlson
- 1955 : Le Roi du racket (en) de Maxwell Shane
- 1956 : Tu seras un homme, mon fils de George Sidney
- 1957 : Le Shérif d'El Solito (en) de George Sherman
- 1958 : Traquenard de Nicholas Ray
- 1961 : King of the Roaring 20's: The Story of Arnold Rothstein de Joseph M. Newman
- 1963 : Du rififi chez les Grecs (en) de Morton DaCosta

## Nominations
- Oscars du cinéma 1957 : Oscar de la meilleure histoire originale pour Tu seras un homme, mon fils